# Piotr Acotanto
Piotr Acotanto (ur. 1115, zm. ok. 1187) – pochodzący z weneckiej rodziny Acoitanto zakonnik i rekluz, błogosławiony Kościoła katolickiego.
Urodził się w chrześcijańskiej rodzinie. Jego rodzicami byli Filip i Agnieszka, która kierowała edukacją i pobożnością syna. W wieku 7 lat Piotr ciężko zachorował (nie mógł siedzieć ani stać). Wraz z matką udał się do kościoła św. Jakuba w Rivoalto (dzis. Rialto) w Wenecji, gdzie złożył śluby zakonne i powierzył się Miłosierdziu Bożemu. Następnie udał się do Jerozolimy, gdzie dzięki wstawiennictwu św. Jerzego powrócił do zdrowia a dalszą edukację zdobywał w klasztorze jego imienia.
Po śmierci ojca opuścił klasztor i na życzenie matki w wieku 16 lat wstąpił w związek małżeński. Potem udał się do Ziemi Świętej. Gdy wrócił, okazało się, że sam owdowiał. Wówczas ponownie wstąpił do klasztoru, gdzie zaproponowano mu funkcję opata. Piotr jednak odmówił i udał się do rekluzji (pustelnia rekluza) w pobliżu klasztoru.
Zmarł 15 lub 23 września albo 6 lub 8 sierpnia około roku 1187.
Jego kult zaaprobował papież Klemens XIII dekretem z 8 sierpnia 1759 lub 13 listopada 1760.
Wspomnienie liturgiczne bł. Piotra obchodzone jest 23 września lub 8 sierpnia.